# بویانگ
بویانگ (به لاتین: Boyang) یک شهرک در جمهوری خلق چین است که در هواژو، گوانگ‌دونگ واقع شده‌است.